# Dariusz Boroński
Dariusz Boroński (ur. w 1967 w Bydgoszczy) – polski profesor nauk technicznych.

## Życiorys
Urodził się w 1967. W 1987 rozpoczął studia na kierunku mechanika i budowa maszyn na ówczesnej Akademii Techniczno-Rolniczej w Bydgoszczy. W 1992 roku podjął pracę w zespole naukowym prof. Józefa Szali na Wydziale Mechanicznym ATR. W 1999 obronił pracę doktorską, a w 2005 uzyskał stopień doktora habilitowanego. 28 listopada 2019 Prezydent RP nadał mu tytuł naukowy profesora nauk inżynieryjno-technicznych. Aktualnie pracuje na Wydziale Inżynierii Mechanicznej Uniwersytetu Technologiczno-Przyrodniczego w Bydgoszczy.
Jego praca naukowa koncentruje się wokół zagadnień związanych ze zmęczeniem materiałów i konstrukcji, metodami eksperymentalnymi w budowie i eksploatacji maszyn oraz projektowaniem mechatronicznych układów badawczo-pomiarowych. Jest twórcą lub współautorem kilku nagrodzonych systemów badawczych wspomagających badania zmęczeniowe, w tym analizę lokalnych rozkładów odkształceń, automatyczne monitorowanie przebiegu pękania zmęczeniowego, a także badania własności mechanicznych z zastosowaniem mikropróbek. Autor około 120 krajowych i zagranicznych publikacji naukowych. Ma w swoim dorobku 3 wypromowanych doktorów, a także ponad 40 inżynierów i magistrów inżynierów. 
Prof. Boroński przez dwie 4-letnie kadencje pełnił funkcję prorektora ds. nauki UTP, obecnie przewodniczy Senacką Komisją ds. Nauki.